# Nokia-Werk Cluj
Koordinaten: 46° 52′ 44″ N, 23° 46′ 56″ O
Das Nokia-Werk Cluj war eine Fabrik für die Herstellung von Mobilfunkgeräten von Nokia in Rumänien. Es befand sich in einem Gewerbegebiet in Jucu, Kreis Cluj, und war etwa 80 Hektar groß.

## Geschichte
Das Werk entstand 2007 im Zuge von Produktionsverlagerungen und öffentlichen Zuschüssen. Der Generalunternehmer war das deutsche Unternehmen Goldbeck aus Bielefeld. Im Februar 2008 wurde in Jucu die Produktion von Geräten für den europäischen Markt aufgenommen, während das Nokia-Werk Bochum mit 2300 Beschäftigten zum 30. Juni 2008 geschlossen wurde.
Aus Gründen der Produktionsverlagerung für den asiatischen Markt wurde die Schließung des Werks in Cluj im September 2011 angekündigt. Im Gespräch war insbesondere eine Fertigung in Vietnam.
Im Werk wurden 2200 Personen beschäftigt. Der rumänische Staat und die Regionalverwaltung wollten einen Teil der Zuschüsse von 20 Millionen Euro zurückfordern. Da Nokia 10 Millionen US$ Steuerschulden gegenüber dem rumänischen Staat hatte, wurde das Werk im November 2011 beschlagnahmt, um einen Verkauf des Werksgeländes und der Maschinen durch Nokia zu verhindern. Im Dezember 2011 beglich Nokia die Steuerschulden.

### Verkauf
Im Januar 2012 kaufte der italienische Hausgeräte-Hersteller De’Longhi das Werk samt 2,8 ha großem Gelände zu einem nicht genannten Preis.